# Buick Regal
O Buick Regal é um automóvel de porte médio sofisticado que foi introduzido pela primeira vez pela Buick para o ano de 1973. A produção norte-americana terminou em 2004 e recomeçou em 2011. Para o modelo do ano de 2011, a Buick reintroduziu o Regal no mercado norte-americano, posicionado como um sedan esportivo de luxo. Produção e as vendas na China continua desde 1999.

## Quinta geração (2011-2017)
Na Europa o modelo é vendido pelo nome de Opel Insignia.

## Sexta geração (2018-presente)
Assim como na geração anterior, na Europa é vendido como Opel Insignia e na Austrália é vendido como Holden Commodore.

## Automobilismo

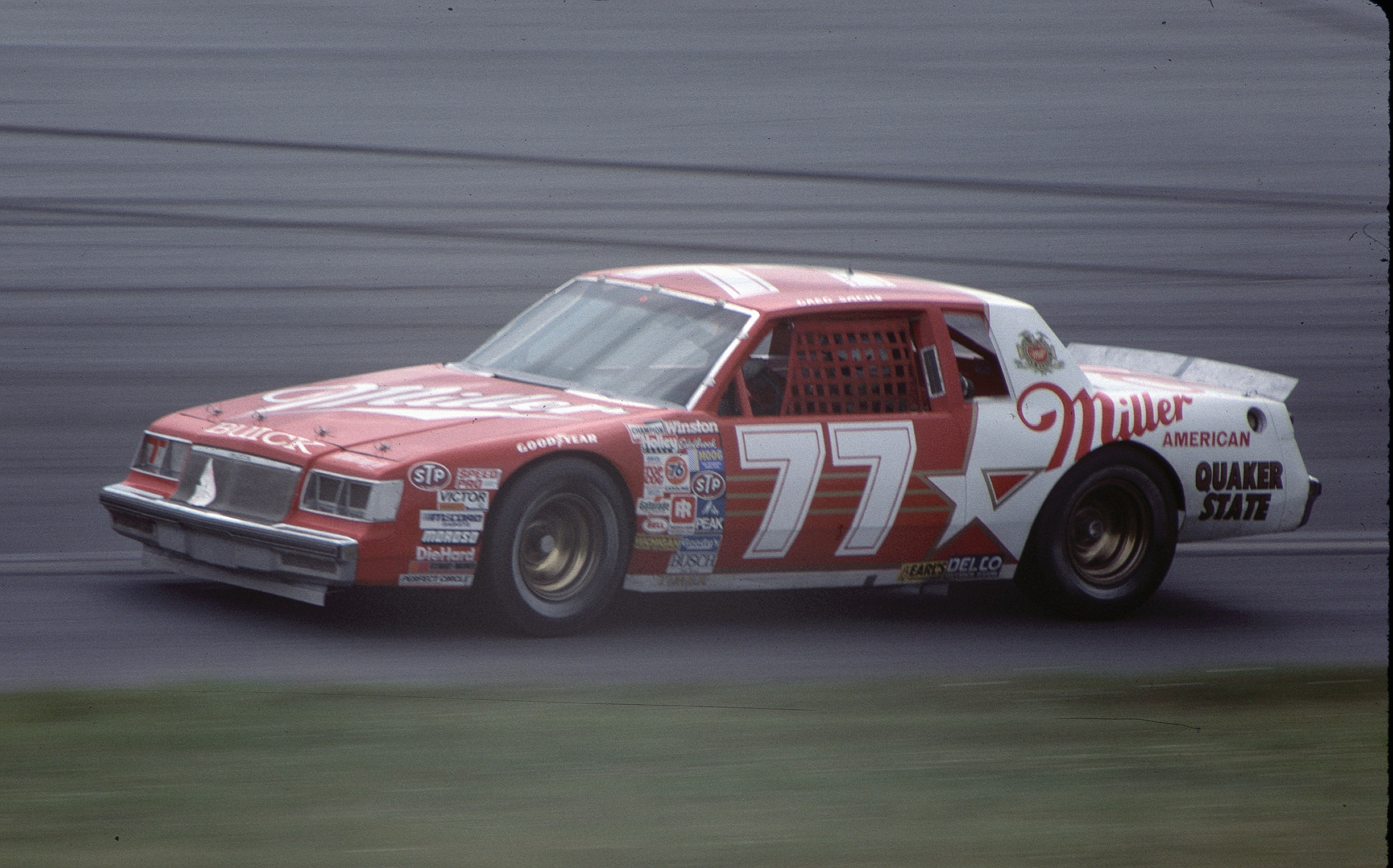
Buick Regal na NASCAR.

O Regal representou a Buick na NASCAR entre os anos de 1981 a 1985 e de 1988 a 1991.